# Троицкое-Бачурино
Троицкое-Бачурино — село в Чернском районе Тульской области России.
В рамках административно-территориального устройства является центром Бачуринской сельской администрации Чернского района, в рамках организации местного самоуправления входит в сельское поселение Тургеневское.
Этимология названия села происходит: Троицкое — от Троицкого сельского храма, Бачурино — от селян однодворцев, носивших фамилию Бачурины.

## География
Расположено в юго-западной части Тульской области, в лесостепной зоне, в пределах центральной части Среднерусской возвышенности, на слиянии рек Зуша и Снежедь. Абсолютная высота — 159 метров над уровнем моря.
На северо-западе от села за рекой Сальница расположена деревня Малая Сальница. На севере и востоке граничит с лесом. По южной границе протекает река Снежедь, за которой расположен посёлок Снежедь. На юго-востоке село ограничено рекой Зуша, сразу за которой находится Орловская область. Чтобы проехать в Орловскую область: Миново, Междуречье, Шашкино, Кузнецовку, — можно воспользоваться автомобильным мостом через реку Зуша в деревне Миново.
Часовой пояс
Троицкое-Бачурино, как и вся Тульская область, находится в часовой зоне МСК (московское время). Смещение применяемого времени относительно UTC составляет +3:00.

## Население
| 2002 | 2010 |
| ---- | ---- |
| 226  | ↘207 |

Население — 207 чел. (2010).

## История
О времени возникновения прихода сведений не сохранилось. Приход состоял, как из самого села, так и из деревень: Малой и Большой Сальницы, Лунино, Никольское и Красные хутора, с общим числом прихожан в 1895 году 906 человек мужского пола и 858 женского.
До постройки каменного храма в селе была деревянная церковь, проданная в село Шеламово. Когда, кем и на какие средства построен этот храм неизвестно. Приходской каменный храм в честь Святой Троицы, построен в 1802-1810 годах, на средства помещика Василия Ивановича Протасова. В храме было два предела: правый в честь святого Спиридона, левый в честь святого Василия Великого. Придельный алтарь в честь Василия Великого был освящён только в 1884 году. Штат церкви состоял из священника и псаломщика. Имелось церковной земли: 1,5 десятины усадебной, 27 десятин полевой, 1 десятина под дорогой и 4 десятины под кустарником.
В селе существовала земская школа.